# Stefan Forlicz
Stefan Hubert Forlicz (ur. 21 sierpnia 1950 w Brzegu) – polski ekonomista, specjalizujący się w ekonometrii i statystyce, profesor nauk ekonomicznych, nauczyciel akademicki.

## Życiorys
Urodził się w 1950 w Brzegu, gdzie ukończył kolejno szkołę podstawową oraz I Liceum Ogólnokształcące. Po zdaniu egzaminu maturalnego podjął studia z zakresu elektroniki i automatyzacji na Politechnice Wrocławskiej, które ukończył w 1972.
Od lat 70. związany był zawodowo z wrocławską Akademią Ekonomiczną im. Oskara Langego, pracując w Instytucie Ekonomii. W 1981 uzyskał tam stopień naukowy doktora nauk ekonomicznych w zakresie ekonomii, zaś w 1987 stopień doktora habilitowanego nauk ekonomicznych w zakresie ekonomii. Przeszedł też tam przez wszystkie szczeble zawodowe począwszy od asystenta po profesora zwyczajnego. Był kierownikiem Katedry Metod Symulacyjnych oraz kierownik Katedry Ekonomii Matematycznej. W 1996 prezydent Aleksander Kwaśniewski nadał mu tytuł profesora.
Wykładał także w Katedrze Ekonomii i Badań Regionalnych na Wydziale Zarządzania i Inżynierii Produkcji Politechniki Opolskiej oraz we wrocławskiej filii Wyższej Szkoły Zarządzania i Bankowości w Poznaniu. Brał udział w utworzeniu we Wrocławiu Wyższej Szkoły Bankowej, w której w 1998 objął stanowisko rektora. Był także kierownikiem Katedry Metod Ilościowych WSB we Wrocławiu, a w 2013 stanął na czele Instytutu Ekonomii tej uczelni.
Zainteresowania naukowe Stefana Forlicza koncentrują się w szeroko pojętej ekonomii, ze szczególnym uwzględnieniem ekonometrii i statystyki, ekonomii matematycznej, ekonomiki informacji oraz mikroekonomii. Do jego najważniejszych publikacji należą:
- Elementy cybernetyki ekonomicznej (współautor), Warszawa 1977,
- Mikroekonomiczne aspekty przepływu informacji między podmiotami rynkowymi, Poznań 1996,
- Problemy i zadania mikroekonomii, Wrocław 1999,
- Mikroekonomia, Poznań 2000,
- Niedoskonała wiedza podmiotów rynkowych, Warszawa 2001,
- Informacja w biznesie, Warszawa 2008,
- Zastosowanie metod ilościowych w ekonomii i zarządzaniu, Warszawa 2012.

## Odznaczenia i wyróżnienia
Odznaczony Krzyżem Kawalerskim Orderu Odrodzenia Polski (2011). Wyróżniony tytułem doktora honoris causa Narodowego Uniwersytetu Górniczego w Dniepropietrowsku (2013).